# Єрьомін Іван Олександрович
Іван Олександрович Єрьомін (нар. 30 травня 1989) — український легкоатлет, який спеціалізується у стрибках з жердиною, багаторазовий чемпіон та призер чемпіонатів України.
На національних змаганнях представляє Дніпропетровську область.
Тренується в Дніпрі під керівництвом Олександра Єрьоміна.

## Основні міжнародні виступи
| Рік  | Змагання                       | Місто     | Місце | Примітки |
| ---- | ------------------------------ | --------- | ----- | -------- |
| 2007 | Чемпіонат Європи серед юніорів | Генгело   | 1кв9  |          |
| 2008 | Чемпіонат світу серед юніорів  | Бидгощ    | 2кв11 |          |
| 2011 | Чемпіонат Європи серед молоді  | Острава   | ф7    |          |
| 2013 | Чемпіонат Європи в приміщенні  | Гетеборг  | 2кв4  |          |
| 2013 | Командний чемпіонат Європи     | Ґейтсгед  | ф5    |          |
| 2013 | Чемпіонат світу                | Москва    | 2кв6  |          |
| 2015 | Командний чемпіонат Європи     | Чебоксари | ф7    |          |
| 2017 | Командний чемпіонат Європи     | Лілль     | ф9    |          |